# Opuntia scheeri
Opuntia scheeri ist eine Pflanzenart in der Gattung der Opuntien (Opuntia) aus der Familie der Kakteengewächse (Cactaceae). Das Artepitheton ehrt den in Kew lebenden deutschen Händler und Pflanzenliebhaber Frederick Scheer.

## Beschreibung
Opuntia scheeri wächst strauchig mit über den Boden wuchernde Zweigen, ist von der Basis her verzweigt und erreicht Wuchshöhen von bis zu 1 Meter. Die blaugrünen länglichen bis kreisrunden Triebabschnitte sind 15 bis 30 Zentimeter lang. Die runden braunen Areolen befinden sich auf erhabenen Höckern. Ihre Glochiden sind bräunlich gelb. Die zehn bis zwölf nadeligen, gelben Dornen sind bis zu 1 Zentimeter lang. Sie sind von weißen oder gelben Haaren umgeben, die die Trieboberfläche manchmal vollständig bedecken.
Die hellgelben Blüten werden im Alter lachsfarben. Sie erreichen Durchmesser von bis zu 10 Zentimeter. Die kugelförmigen Früchte sind rot und fleischig.

## Verbreitung, Systematik und Gefährdung
Opuntia scheeri ist in den mexikanischen Bundesstaaten Guanajuato, Querétaro und San Luis Potosí verbreitet.
Die Erstbeschreibung durch Frédéric Albert Constantin Weber wurde 1898 veröffentlicht.
In der Roten Liste gefährdeter Arten der IUCN wird die Art als „Data Deficient (DD)“, d. h. mit keinen ausreichenden Daten geführt. Die zukünftige Entwicklung der Populationen ist unbekannt.

## Nachweise